# Calymmanthera
Calymmanthera – rodzaj roślin z rodziny storczykowatych (Orchidaceae). Rośliny epifityczne rosnące w lasach na wysokościach do 1700 m n.p.m. Występują na Fidżi, Molukach, Nowej Gwinei oraz Wyspach Salomona.

## Morfologia
KwiatyKwiaty odwrócone, efemeryczne. Białe lub żółtawe.

## Systematyka
Rodzaj sklasyfikowany do podplemienia Aeridinae w plemieniu Vandeae, podrodzina epidendronowe (Epidendroideae), rodzina storczykowate (Orchidaceae), rząd szparagowce (Asparagales) w obrębie roślin jednoliściennych.
Wykaz gatunków
- Calymmanthera filiformis (J.J.Sm.) Schltr.
- Calymmanthera major Schltr.
- Calymmanthera montana Schltr.
- Calymmanthera paniculata (J.J.Sm.) Schltr.
- Calymmanthera tenuis Schltr.